# Саагар, Аиша
Аиша Саагар (англ. Aiysha Saagar; род. 6 января 1980 года) — австралийская певица, поп-исполнитель и модель. Являлась официальным представителем Голд-Коста как туристического бренда Австралии.

## Ранняя жизнь и карьера
Аиша Саагар родилась 6 января 1980 года. Имеет образование по бухгалтерскому учёту и финансам.
В возрасте 6 лет начала интересоваться музыкой. С семи лет начала карьеру модели и была лицом таких известных брендов как, Coca Cola, Vodafone и Johnson & Johnson.
Вскоре Аиша пришла в музыкальную индустрию. Также являлась официальной представительницей бренда австралийского города Голд-Кост.
Она же пригласила мэра Голд-Коста, Тома Тейта, в Мумбаи, где была устроена встреча Аиши и Тома с мэром Мумбаи Сунилом Прабху. В 2013 году они обсуждали установление побратимских отношений между Голд-Костом и Мумбаи.

## Музыка и карьера в кино
На счету у певицы 5 студийных альбомов. Также она записывает песни для болливудского кино. В 2012 году Аиша появилась в качестве приглашённой гостьи на альбоме Химеша Рашаммии, Arzoo Arzoo.

## Скандалы
В середине 2012 года Саагар участвовала в топлесс-фотосессии, будучи представителем Голд-Коста, что вызвало неоднозначную реакцию: некоторые члены местного индийского сообщества сообщили, что эта фосессия может испортить имидж города, так как более 60 % индийцев придерживаются консервативных взглядов. Аиша, однако, возразила, что вся идея фотосессии заключалась в её продвижении как художника и не предназначалась для публикации на сайте города.

## Альбомы
| Альбом                   |
| ------------------------ |
| Beyond India             |
| Tell Me That You Want Me |
| Mix It Up                |
| Breathless Kisses        |
| Indian Girl              |
| Mundaya (Single)         |
| Chalo Chalo (single)     |
| Mundaya de vich          |